# Prođoh sela, gradove
Prođoh sela, gradove je peti studijski album tamburaškog sastava Berde Band, koji 2001. godine objavljuje diskografska kuća Orfej.
Na albumu se nalazi 11 skladbi. Promocija je održana 4. prosinca u Zagrebu, a vodio ju je Branko Uvodić.

## Popis pjesama
| Br. | Skladba                                 | Autor                                    | Trajanje |
| --- | --------------------------------------- | ---------------------------------------- | -------- |
| 1.  | »Dugo nije behar miris'o«               | Krešimir Stipa Bogutovac                 | 3:05     |
| 2.  | »Umoran sam, željo jedina«              | Krešimir Stipa Bogutovac                 | 3:25     |
| 3.  | »Srce mi željom gori«                   | Krešimir Stipa Bogutovac                 | 3:22     |
| 4.  | »Srijem mix«                            |                                          | 7:07     |
| 5.  | »Nemoj zoro«                            | Željko Barba/Željka Božić                | 3:10     |
| 6.  | »Prođoh sela, gradove« (instrumentalna) | Krešimir Stipa Bogutovac                 | 3:33     |
| 7.  | »Zbogom moji dani momački«              | Krešimir Stipa Bogutovac                 | 3:19     |
| 8.  | »Slavonija mix«                         |                                          | 3:42     |
| 9.  | »Di si bio, pijanico«                   | Krešimir Stipa Bogutovac Josip Šokčević  | 3:11     |
| 10. | »Sve je kriva sudbina«                  | Krešimir Stipa Bogutovac                 | 4:03     |
| 11. | »Bećarsko srce«                         | Krešimir Stipa Bogutovac Ljiljana Tonkić | 3:17     |

## Izvođači
- Antun Tonkić - tamburaško čelo
- Mario Katarinčić - čelović (e-basprim)
- Mladen Jurković - bugarija (kontra)
- Mato Danković - bisernica (prim)
- Mladen Boček - drugi brač (basprim)
- Damir Butković - vokal, bas (berda)
- Željko Danković - vokal, 1.brač (basprim)

## Vanjske poveznice
- Službene stranice sastava  Arhivirana inačica izvorne stranice od 10. listopada 2010. (Wayback Machine) - Prođoh sela, gradove